# ميمي ماينارد
ميمي ماينارد (بالإنجليزية: Mimi Maynard)‏ هي منتجة أفلام وممثلة أمريكية، (و. القرن 20  م).

## أعمال

### أفلام
- مغامرات سامي[3][4]
- مغامرات سامي 2[5][6]

## ترشيحات
- جائزة الفيلم الأوروبي لأفضل فيلم أوروبي من اختيار الجمهور [الإنجليزية]‏ (2009)

## وصلات خارجية
- ميمي ماينارد على موقع IMDb (الإنجليزية)
- ميمي ماينارد على موقع تيرنر كلاسيك موفيز (الإنجليزية)
- ميمي ماينارد على موقع قاعدة بيانات الفيلم (الإنجليزية)